# Berg (Basse-Autriche)
Pour les articles homonymes, voir Berg.
Berg est une commune autrichienne du district de Bruck an der Leitha en Basse-Autriche.

## Géographie

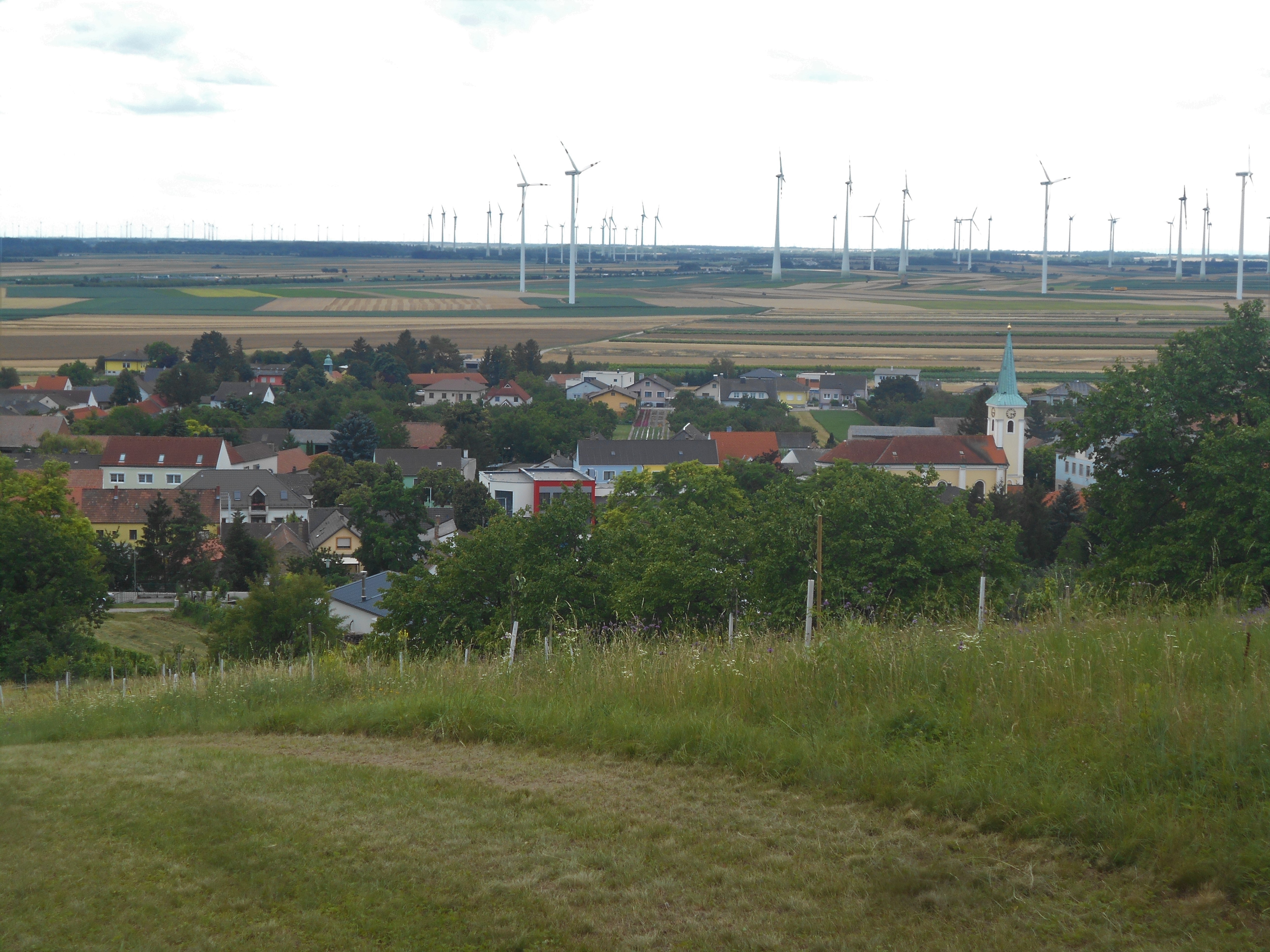
Vue sur le village.

La communauté est située à l'extrémité est de la Basse-Autriche, proche de la frontière avec la Slovaquie où un passage frontalier mène vers la ville de Bratislava (Presbourg). Au sud, le territoire communal est limitrophe du Burgenland.

## Histoire
Le lieu de Pagus ad Pergo fut mentionné pour la première fois en 862. Des siècles durant, le village, en raison de sa situation géographique à la frontière orientale de l'archiduché d'Autriche, a été affecté par des combats, notamment pendant les guerres ottomanes en Europe.
À l'époque de la Seconde Guerre mondiale, sous le régime nazi, la localité fut incorporée dans la ville d'Engerau (Petržalka), aujourd'hui un quartier de Bratislava.  

## Jumelages
La commune de Berg est jumelée avec :
- Tomášov (Slovaquie)
- Halászi (Hongrie)